# 76 mm krótka armata wz. 1913
76 mm krótka armata wz. 1913 (ros. 76-мм короткая пушка об. 1913) – rosyjskie działo piechoty.
Produkcję dział wz. 1913 rozpoczęto w zakładach Putiłowskich w 1914 roku. W czasie I wojny światowej  działa tego typu  były używane w roli artylerii okopowej. Produkcję dział wz. 1913 zakończono w 1927 roku po wprowadzeniu do uzbrojenia armat pułkowych wz. 1927, ale 1 listopada 1938  w uzbrojeniu Armii Czerwonej pozostawały 42 armaty wz. 1913. W tym samym roku armaty tego typu zostały wycofane z uzbrojenia wojsk lądowych i przekazane marynarce wojennej, która wyposażyła w nie jednostki piechoty morskiej. Z uzbrojenia piechoty morskiej ten typ działa został wycofany jesienią 1941 roku.
Finlandia zdobyła 5 dział tego typu w 1918 i zakupiła 45 niedługo później.  Dodatkowe 2 były kupione w 1931. Służyły pod fińskim oznaczeniem 76 LK/13. Ponadto we wczesnych latach 20. około 40 luf z dział 76 mm wz. 1910 zostało zamontowanych na wyprodukowanych w Finlandii łożach armaty wz. 1913, uzyskując prawie identyczne działo które nosiło oznaczenie 76 LK/10/13.  Podczas Wojny Zimowej armia fińska miała 72 działa obu typów. Jako drugie, co do ilości, działo fińskiej artylerii, odegrało ono dużą rolę. Szczególnie, że zapasy amunicji do nich były wystarczające (wystrzeliły 85.774 pocisków), w przeciwieństwie do wielu innych fińskich dział tego okresu.  Podczas wojny kontynuacyjnej działa wystrzeliły dalsze 192,897 pocisków.  Około 40 dział przetrwało wojnę.

## Linki zewnętrzne

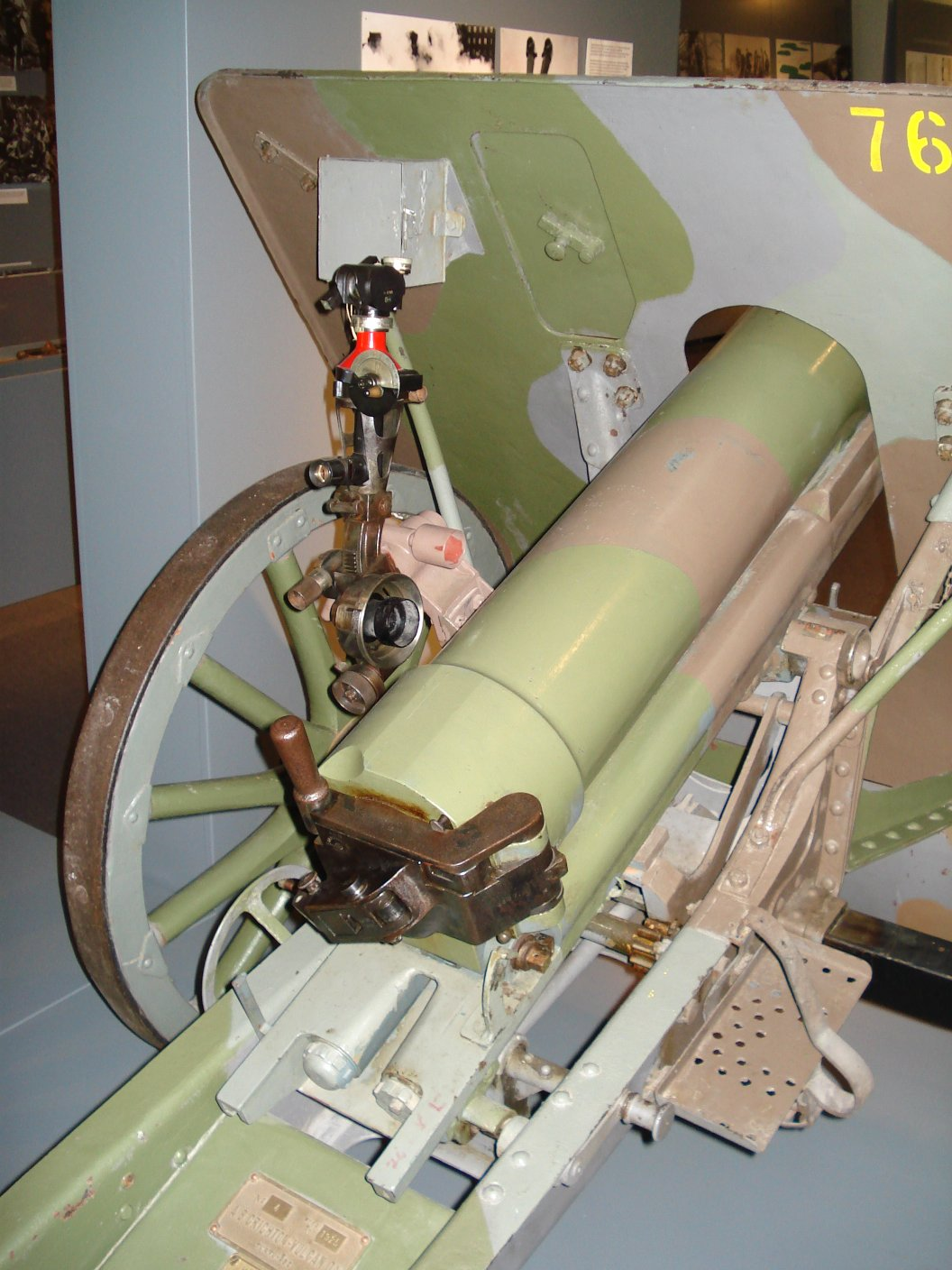